# Ainhice-Mongelos
Pour les articles homonymes, voir Ainhice et Mongelos.
Ainhice-Mongelos (en basque: Ainhize-Monjolose) est une commune française, située dans le département des Pyrénées-Atlantiques en région Nouvelle-Aquitaine.

## Géographie

### Localisation
La commune d'Ainhice-Mongelos se trouve dans le département des Pyrénées-Atlantiques, en région Nouvelle-Aquitaine.
Elle se situe à 108 km par la route de Pau, préfecture du département, à 52 km de Bayonne, sous-préfecture, et à 32 km de Mauléon-Licharre, bureau centralisateur du canton de Montagne Basque dont dépend la commune depuis 2015 pour les élections départementales.
La commune fait en outre partie du bassin de vie de Saint-Jean-Pied-de-Port.
Les communes les plus proches sont : 
Gamarthe (1,1 km), Lacarre (1,8 km), Bustince-Iriberry (2,7 km), Jaxu (3,1 km), Suhescun (4,7 km), Bussunarits-Sarrasquette (4,8 km), Ibarrolle (5,0 km), Saint-Jean-le-Vieux (5,4 km).
Sur le plan historique et culturel, Ainhice-Mongelos fait partie de la province de la Basse-Navarre, un des sept territoires composant le Pays basque,. La Basse-Navarre en est la province la plus variée en ce qui concerne son patrimoine, mais aussi la plus complexe du fait de son morcellement géographique. Depuis 1999, l'Académie de la langue basque ou Euskalzaindia divise la Basse-Navarre en six zones,. La commune est dans le pays de Cize (Garazi), au sud-est de ce territoire.

### Communes limitrophes
Les communes limitrophes sont  Bustince-Iriberry, Gamarthe, Jaxu, Lacarre, Lantabat, Larceveau-Arros-Cibits et Suhescun.
| Suhescun          | Lantabat         |                        |
| Jaxu              | Ainhice-Mongelos | Larceveau-Arros-Cibits |
| Bustince-Iriberry | Lacarre          | Gamarthe               |

### Paysages

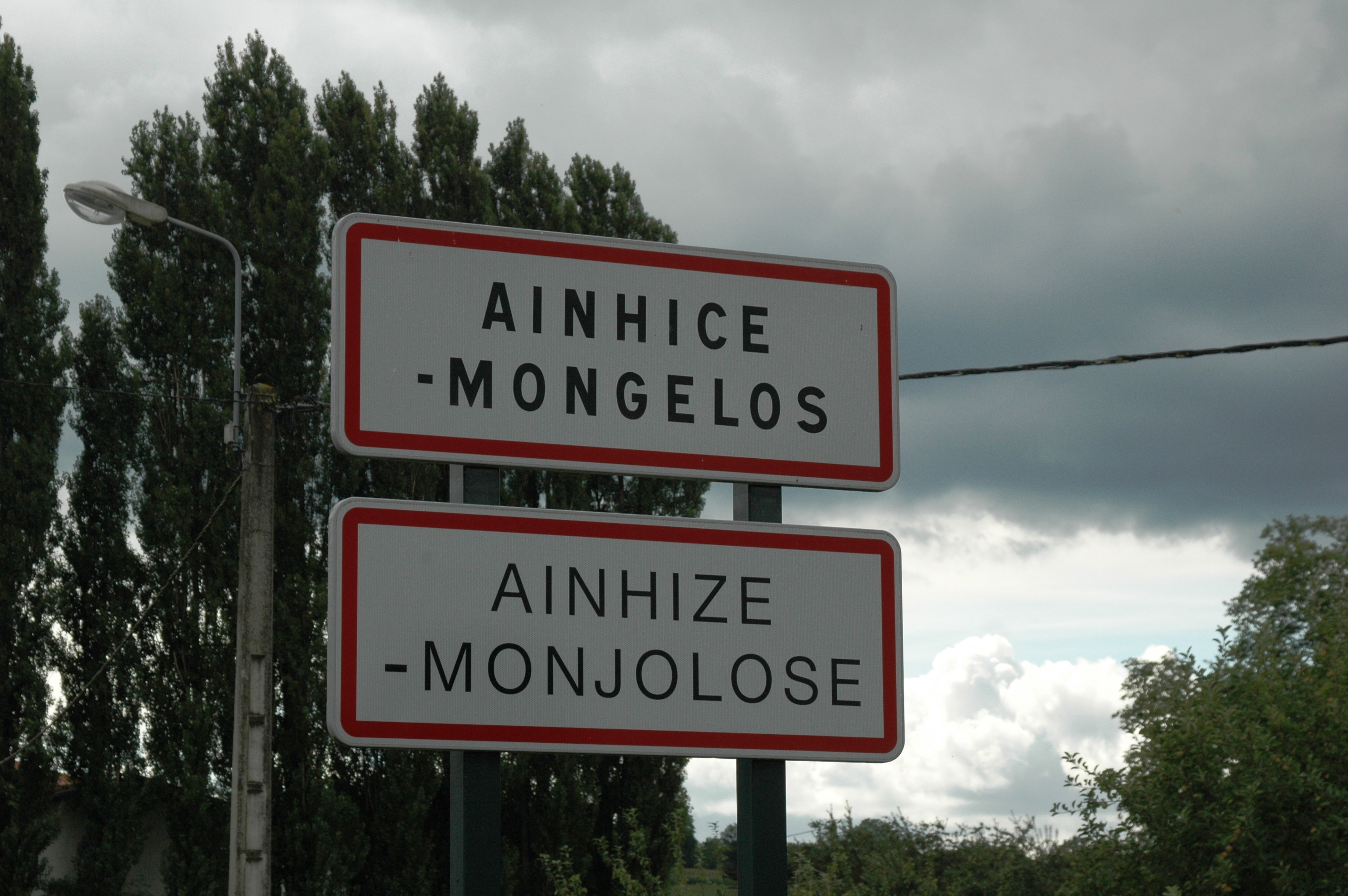
Panneau à l'entrée du village.
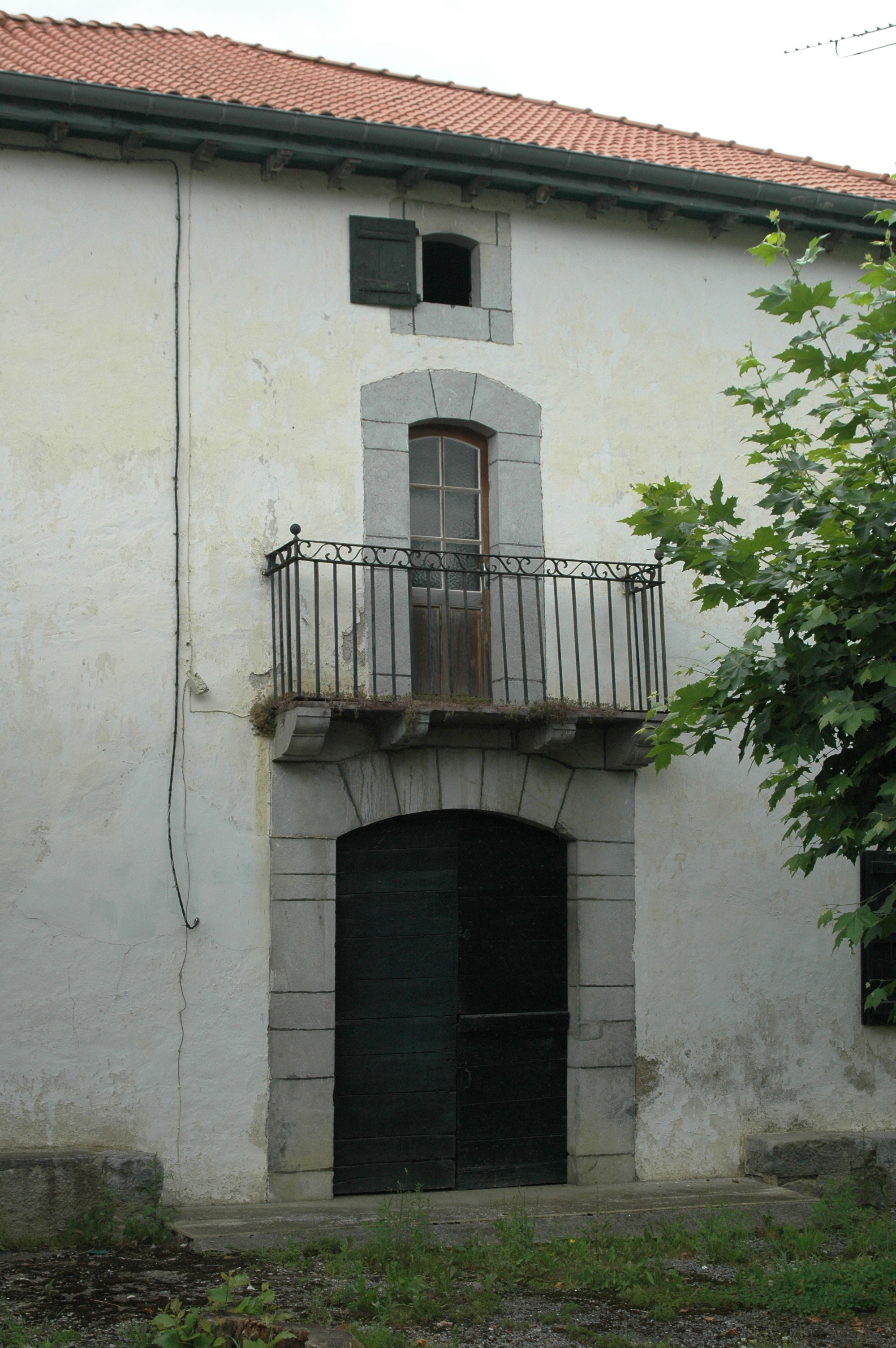
Porte bouteille, style de Basse-Navarre.
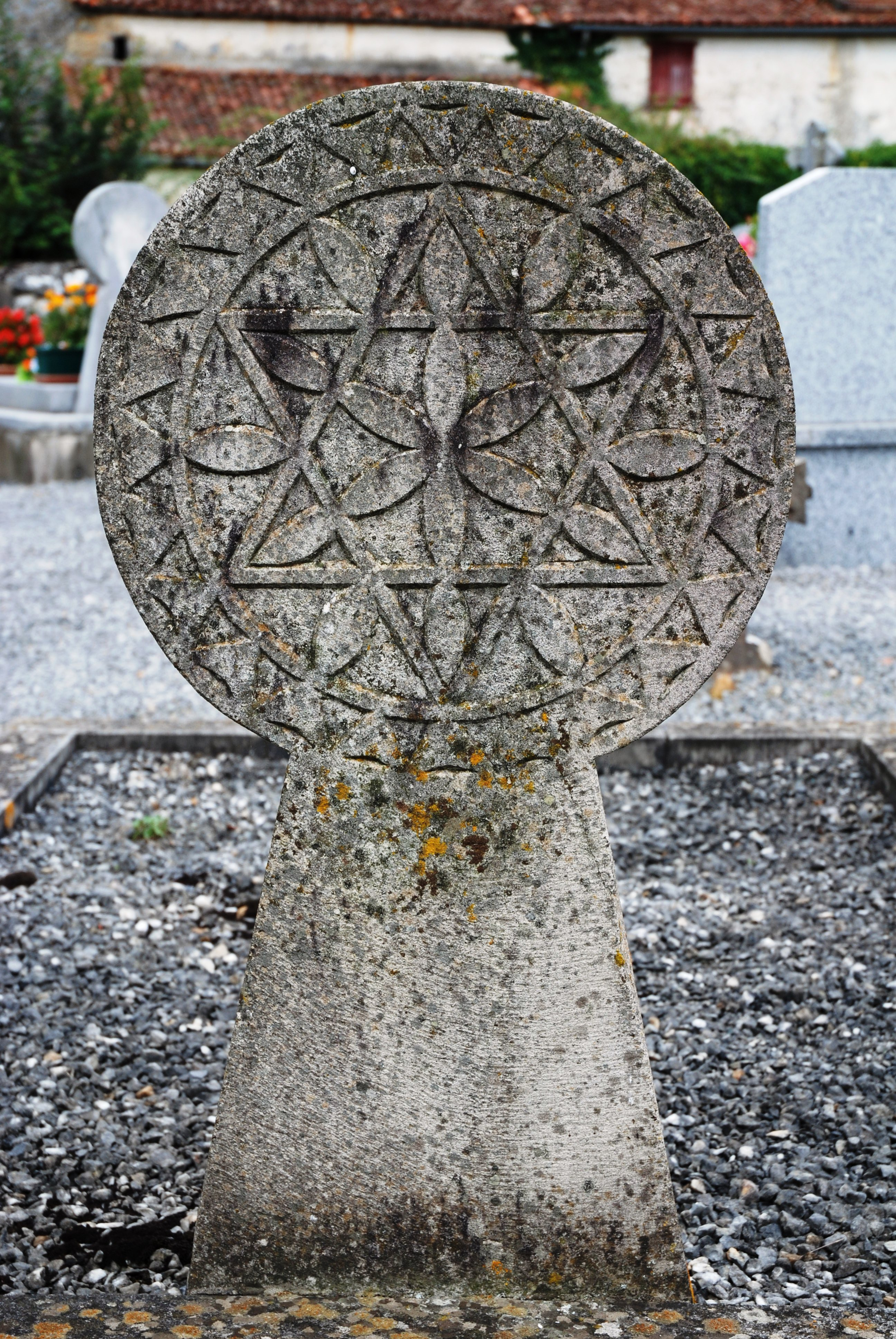
Stèle discoïdale ornée d'une étoile de David.
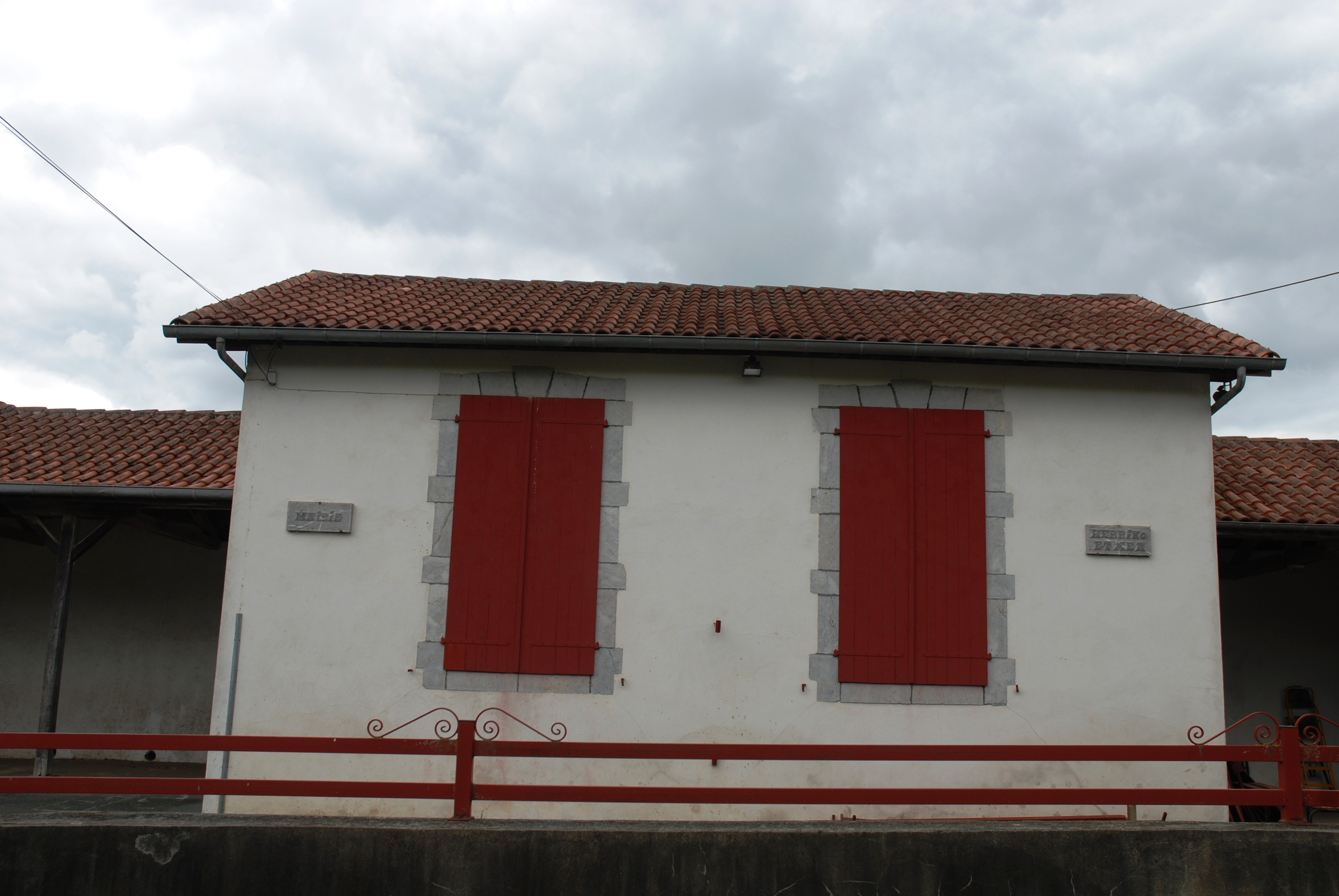
La mairie.

### Hydrographie

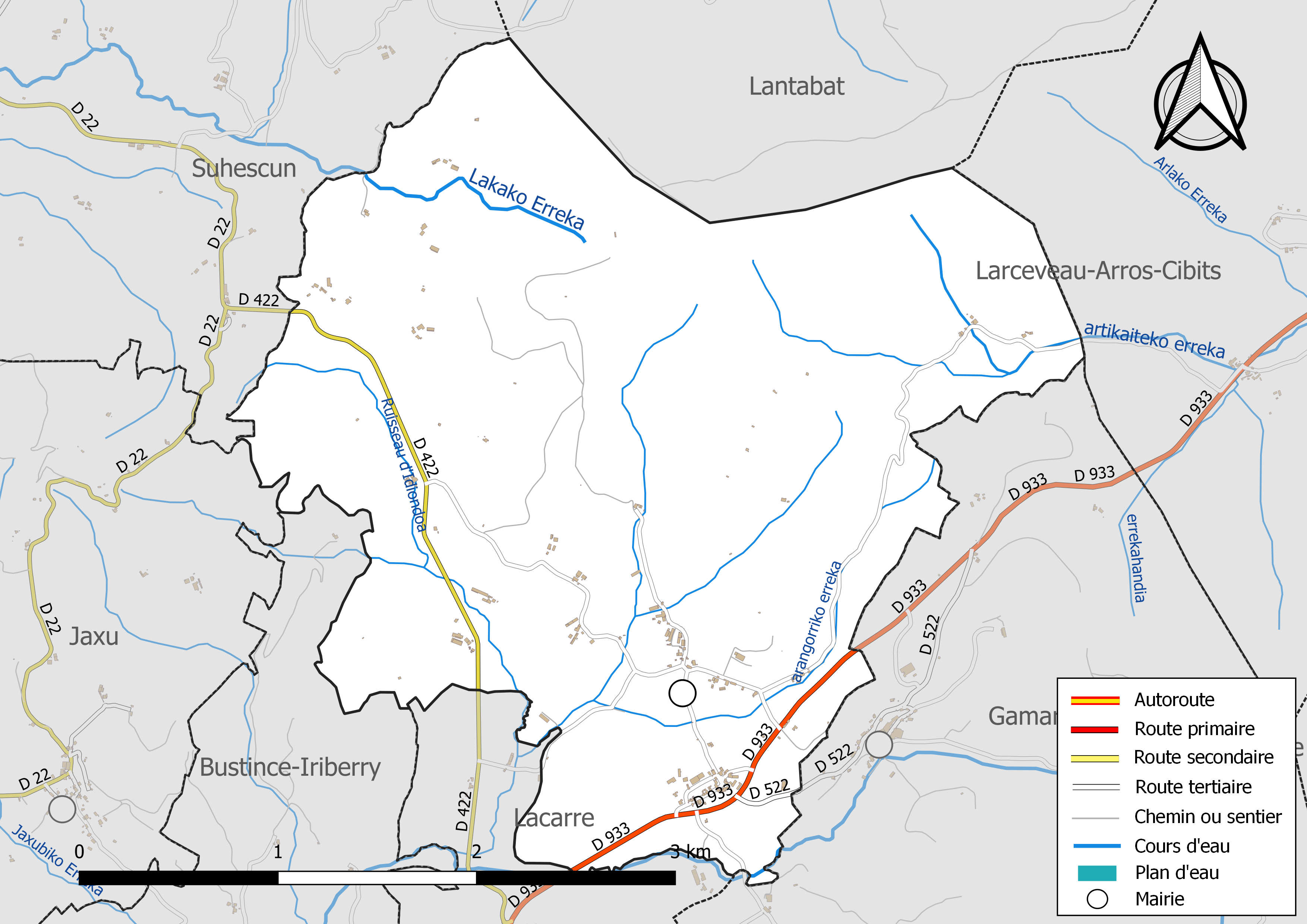
Réseaux hydrographique et routier d'Ainhice-Mongelos.

La commune est drainée par le ruisseau Arzuby, Artikaitéko erreka, Arangorriko erreka, le ruisseau d'Idiondoa, et par divers petits cours d'eau, constituant un réseau hydrographique de 14 km de longueur totale,.

### Climat
Pour des articles plus généraux, voir Climat de la Nouvelle-Aquitaine et Climat des Pyrénées-Atlantiques.
Historiquement, la commune est exposée à un micro climat océanique basque.  
En 2020, Météo-France publie une typologie des climats de la France métropolitaine dans laquelle la commune est exposée à un climat de montagne et est dans la région climatique Pyrénées atlantiques, caractérisée par une pluviométrie élevée (>1 200 mm/an) en toutes saisons, des hivers très doux (7,5 °C en plaine) et des vents faibles.
Pour la période 1971-2000, la température annuelle moyenne est de 13,1 °C, avec une amplitude thermique annuelle de 13 °C. Le cumul annuel moyen de précipitations est de 1 447 mm, avec 12,3 jours de précipitations en janvier et 8,5 jours en juillet. Pour la période 1991-2020, la température moyenne annuelle observée sur la station météorologique la plus proche, située sur la commune de Bustince-Iriberry à 3 km à vol d'oiseau, est de 13,9 °C et le cumul annuel moyen de précipitations est de 1 327,4 mm,. Pour l'avenir, les paramètres climatiques de la commune estimés pour 2050 selon différents scénarios d’émission de gaz à effet de serre sont consultables sur un site dédié publié par Météo-France en novembre 2022.

### Milieux naturels et biodiversité

#### Réseau Natura 2000
Le réseau Natura 2000 est un réseau écologique européen de sites naturels d'intérêt écologique élaboré à partir des Directives « Habitats » et « Oiseaux », constitué de zones spéciales de conservation (ZSC) et de zones de protection spéciale (ZPS).
Deux sites Natura 2000 ont été définis sur la commune au titre de la « directive Habitats », : 
- « la Nive », d'une superficie de 9 473 ha, un des rares bassins versants à accueillir l'ensemble des espèces de poissons migrateurs du territoire français, excepté l'Esturgeon européen[22] ;
- « la Bidouze (cours d'eau) », d'une superficie de 2 570 ha, un vaste réseau hydrographique drainant les coteaux du Pays basque[23].

#### Zones naturelles d'intérêt écologique, faunistique et floristique
L’inventaire des zones naturelles d'intérêt écologique, faunistique et floristique (ZNIEFF) a pour objectif de réaliser une couverture des zones les plus intéressantes sur le plan écologique, essentiellement dans la perspective d’améliorer la connaissance du patrimoine naturel national et de fournir aux différents décideurs un outil d’aide à la prise en compte de l’environnement dans l’aménagement du territoire.
Une ZNIEFF de type 2 est recensée sur la commune, : 
les « landes, bois et prairies du bassin de la Bidouze » (11 263,46 ha), couvrant 25 communes du département.

## Urbanisme

### Typologie
Au 1er janvier 2024, Ainhice-Mongelos est catégorisée commune rurale à habitat très dispersé, selon la nouvelle grille communale de densité à sept niveaux définie par l'Insee en 2022.
Elle est située hors unité urbaine. Par ailleurs la commune fait partie de l'aire d'attraction de Saint-Jean-Pied-de-Port, dont elle est une commune de la couronne,. Cette aire, qui regroupe 22 communes, est catégorisée dans les aires de moins de 50 000 habitants,.

### Occupation des sols

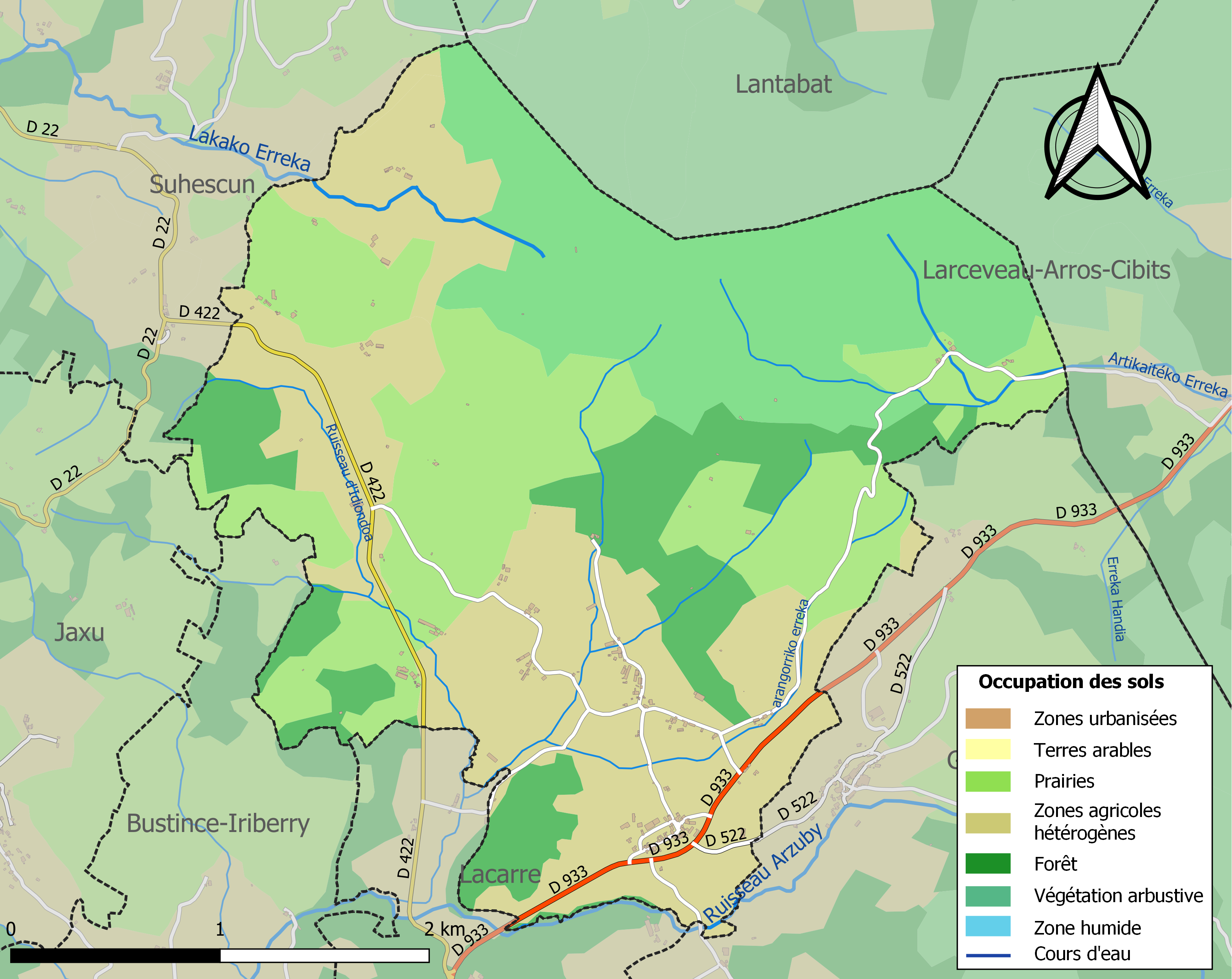
Carte des infrastructures et de l'occupation des sols de la commune en 2018 (CLC).

L'occupation des sols de la commune, telle qu'elle ressort de la base de données européenne d’occupation biophysique des sols Corine Land Cover (CLC), est marquée par l'importance des territoires agricoles (62,6 % en 2018), en diminution par rapport à 1990 (70,5 %). La répartition détaillée en 2018 est la suivante : 
zones agricoles hétérogènes (35,4 %), prairies (27,2 %), milieux à végétation arbustive et/ou herbacée (22,9 %), forêts (14,4 %). L'évolution de l’occupation des sols de la commune et de ses infrastructures peut être observée sur les différentes représentations cartographiques du territoire : la carte de Cassini (XVIIIe siècle), la carte d'état-major (1820-1866) et les cartes ou photos aériennes de l'IGN pour la période actuelle (1950 à aujourd'hui).

### Lieux-dits et hameaux
- Achurdé[30]
- Ainhice[10]
- Artikite[10]
- Azeria[10]
- Barnetchéa (Barnetxea)[31],[10]
- Bertéretchia[10]
- Bidartéa[10]
- Bidégaïnéa[10]
- Caracoitchia[10]
- Chilténéa[10]
- Elizetchékoborda[10]
- Erdoïs Etcheberria[10]
- Erdoïsia[10]
- Erretoraenia[10]
- Etcheberritoa[10]
- Etchéparéa[32],[10]
- Gohanetxea
- Harraldéa[10]
- Harrispéa[10]
- Héguilondoa[10]
- Idiartekoborda[10]
- Ihitsia[10]
- Irazabalea[33],[10]
- Irumia[10]
- Ithurraldéa[10]
- Kousketikoborda[10]
- Larraldéa[10]
- Martiréma[10]
- Mongelos[10]
- Munhoa[10]
- Officialdéya[10]
- Orkaïtzéa[10]
- Sallaberria[10]

### Voies de communication et transports
Ainhice-Mongelos est desservie par les routes départementales 933 (ancienne route nationale 133) et 422 ainsi que par le GR 65 (via Podiensis, l'un des chemins contemporains du pèlerinage de Saint-Jacques-de-Compostelle, qui part du Puy-en-Velay et se prolonge jusqu'au col de Roncevaux et, de là, à Saint-Jacques-de-Compostelle.
La ligne 871 du réseau interurbain des Pyrénées-Atlantiques, reliant Saint-Étienne-de-Baïgorry à Saint-Palais, dessert la commune.

### Risques majeurs
Le territoire de la commune d'Ainhice-Mongelos est vulnérable à différents aléas naturels : météorologiques (tempête, orage, neige, grand froid, canicule ou sécheresse), inondations, feux de forêts et séisme (sismicité moyenne). Un site publié par le BRGM permet d'évaluer simplement et rapidement les risques d'un bien localisé soit par son adresse soit par le numéro de sa parcelle.
Certaines parties du territoire communal sont susceptibles d’être affectées par le risque d’inondation par une crue torrentielle ou à montée rapide de cours d'eau, notamment l'Hartzubiko erreka et leLakako erreka. La commune a été reconnue en état de catastrophe naturelle au titre des dommages causés par les inondations et coulées de boue survenues en 1982, 1983 et 2009,.
Ainhice-Mongelos est exposée au risque de feu de forêt. En 2020, le premier plan de protection des forêts contre les incendies (PDPFCI) a été adopté pour la période 2020-2030. La réglementation des usages du feu à l’air libre et les obligations légales de débroussaillement dans le département des Pyrénées-Atlantiques font l'objet d'une consultation de public ouverte du 16 septembre au 7 octobre 2022,.

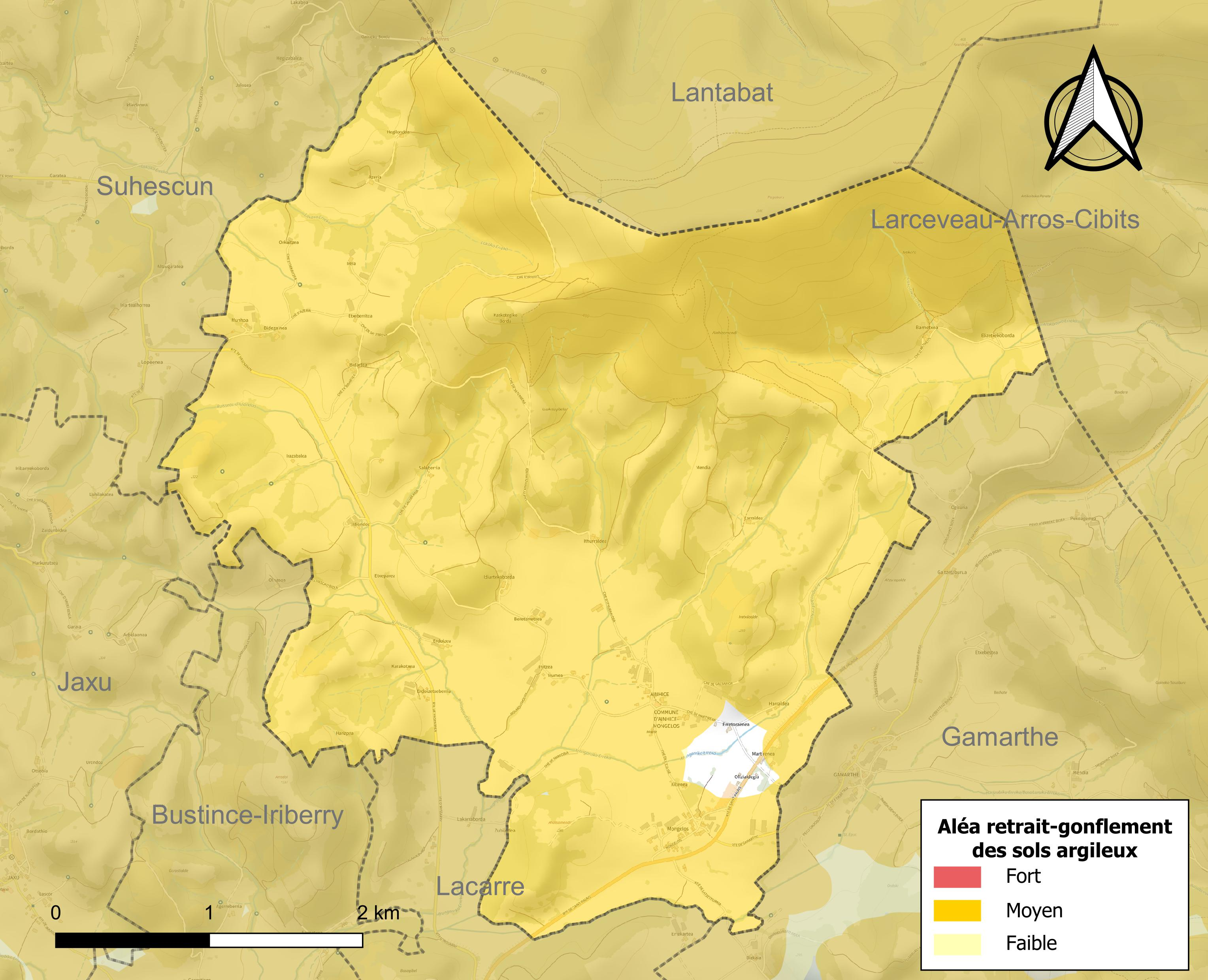
Carte des zones d'aléa retrait-gonflement des sols argileux d'Ainhice-Mongelos.

Le retrait-gonflement des sols argileux est susceptible d'engendrer des dommages importants aux bâtiments en cas d’alternance de périodes de sécheresse et de pluie. 98,7 % de la superficie communale est en aléa moyen ou fort (59 % au niveau départemental et 48,5 % au niveau national). Depuis le 1er octobre 2020, en application de la loi ELAN, différentes contraintes s'imposent aux vendeurs, maîtres d'ouvrages ou constructeurs de biens situés dans une zone classée en aléa moyen ou fort,.

## Toponymie

### Attestations anciennes
Le toponyme Ainhice apparaît sous les formes 
Anfiz (1135 et 1136), 
Aniça (1264 et 1309), 
Anhice (1304 et 1307), 
Aniça (1350), 
Anhice (1366 et 1413), 
Ainza (1513, titres de Pampelune), 
Añiza, Aniça et Aynice (1621 pour les trois formes, Martin Biscay) et 
Ainhisse (1665, règlement des États de Navarre).
Le toponyme basque est Aïnhice, Ainhiza ou Ainhiz(e). Pour Jean-Baptiste Orpustan, l'origine du toponyme reste inconnue.
Le toponyme Mongelos apparaît sous les formes 
Mongelos (1249, 1264, 1309 et 1413), 
Mont gelos (1292, 1307 et 1350), 
Montis gelosi (1304), 
Monjelos (1321, titres de la Camara de Comptos), 
Mont gelos (1350), 
Mongelos en Cize (1477, contrats d'Ohix) et 
Saint-Jean de Mongelos (1703, visites du diocèse de Bayonne). 
Mongelos est, d’après Brigitte Jobbé-Duval,, un nom gascon signifiant mont Jaloux.

### Autres toponymes
Achurdé désigne un col de montagne entre Lantabat et Ainhice-Mongelos (1863, dictionnaire topographique Béarn-Pays basque).
Le toponyme Elizaldea apparaît sous la graphie 
Eliçalde (1412, liste des feux du royaume de Navarre).
Elizetchékoborda est évoqué sous la forme Élissetche par Paul Raymond, comme étant un fief vassal du royaume de Navarre, tout comme Erdoïs. Le dictionnaire topographique Béarn-Pays basque mentionne qu'il y avait une prébende de ce dernier nom, « fondée dans l’église d’Ainhice ».
Le fief Fleur-de-Lys, vassal du royaume de Navarre, est cité en 1621 sous la graphie Flor-de-Lis (Martin Biscay).

### Graphie basque
Son nom basque actuel est Ainhize-Monjolose.

## Histoire
Le village de Mongelos, bastide médiévale, fut créé en 1240 et dépendait du roi de Navarre.
À l'automne 1512, Jean d'Albret tente une première contre-offensive après que le royaume de Navarre ait été presque entièrement conquis par Ferdinand d'Aragon. Épaulé par des renforts français envoyés par Louis XII et les Navarrais, l'armée de Jean d'Albret traverse la Soule (Mauléon, puis le port de Larrau pour pénétrer dans la vallée de Salazar), tandis que le dauphin de France, le futur François Ier, attaque depuis le Béarn et entre par Saint-Jean-Pied-de-Port. Une première bataille rangée a lieu devant Ainhice-Mongelos que les Castillans incendient avant de s'enfuir.
Les paroisses d' Ainhice et de Mongelos sont réunies pour former une seule commune en 1790.
Le 16 août 1841 une rectification des limites d' Ainhice-Mongelos et de Lacarre entraine un échange de territoire entre ces deux communes.

## Politique et administration

### Liste des maires
| Période                                  | Période  | Identité            | Étiquette | Qualité     |
| ---------------------------------------- | -------- | ------------------- | --------- | ----------- |
| 1995                                     | 2004     | Guillaume Eyharts   |           |             |
| 2004                                     | En cours | Jean-Pierre Irigoin | DVD       | Agriculteur |
| Les données manquantes sont à compléter. |          |                     |           |             |

### Intercommunalité
La commune appartient à la communauté d'agglomération du Pays Basque. Elle est membre du syndicat d’énergie des Pyrénées-Atlantiques, de l'Agence publique de gestion locale et du syndicat intercommunal pour l’aménagement et la gestion de l’abattoir de Saint-Jean-Pied-de-Port.

## Population et société

### Démographie
L'évolution du nombre d'habitants est connue à travers les recensements de la population effectués dans la commune depuis 1793. Pour les communes de moins de 10 000 habitants, une enquête de recensement portant sur toute la population est réalisée tous les cinq ans, les populations de référence des années intermédiaires étant quant à elles estimées par interpolation ou extrapolation. Pour la commune, le premier recensement exhaustif entrant dans le cadre du nouveau dispositif a été réalisé en 2005.

En 2022, la commune comptait 167 habitants, en évolution de −2,34 % par rapport à 2016 (Pyrénées-Atlantiques : +3,78 %, France hors Mayotte : +2,11 %).
| 1793 | 1800 | 1806 | 1821 | 1831 | 1836 | 1841 | 1846 | 1851 |
| ---- | ---- | ---- | ---- | ---- | ---- | ---- | ---- | ---- |
| 427  | 379  | 363  | 415  | 398  | 510  | 549  | 500  | 474  |

| 1856 | 1861 | 1866 | 1872 | 1876 | 1881 | 1886 | 1891 | 1896 |
| ---- | ---- | ---- | ---- | ---- | ---- | ---- | ---- | ---- |
| 430  | 417  | 406  | 412  | 388  | 395  | 390  | 354  | 330  |

| 1901 | 1906 | 1911 | 1921 | 1926 | 1931 | 1936 | 1946 | 1954 |
| ---- | ---- | ---- | ---- | ---- | ---- | ---- | ---- | ---- |
| 327  | 333  | 355  | 310  | 286  | 276  | 275  | 268  | 249  |

| 1962 | 1968 | 1975 | 1982 | 1990 | 1999 | 2005 | 2006 | 2010 |
| ---- | ---- | ---- | ---- | ---- | ---- | ---- | ---- | ---- |
| 230  | 226  | 199  | 179  | 173  | 175  | 164  | 164  | 161  |

| 2015 | 2020 | 2022 | - | - | - | - | - | - |
| ---- | ---- | ---- | - | - | - | - | - | - |
| 170  | 172  | 167  | - | - | - | - | - | - |

Le gentilé est Ainhiztar,.

### Enseignement
La commune ne dispose plus d'école élémentaire publique depuis septembre 2016.

## Économie
L'activité est principalement agricole. La commune fait partie de la zone d'appellation de l'ossau-iraty.
Euskal Herriko Laborantza Ganbara ou chambre d'agriculture du Pays basque est une association loi de 1901, créée le 15 janvier 2005 et dont le siège se trouve à Ainhice-Mongelos.

## Culture locale et patrimoine
|  |  |

### Langues
D'après la Carte des Sept Provinces Basques éditée en 1863 par le prince Louis-Lucien Bonaparte, le dialecte basque parlé à Ainhice-Mongelos est le bas-navarrais oriental.

### Lieux et monuments

#### Patrimoine civil
Les fermes Barnetxea, Elizaldea, Etxeparea et Irazabalea datent du XVIIe siècle.
|  |  |

#### Patrimoine religieux
L'église de l'Assomption date du milieu du Moyen Âge. Elle est inscrite à l'Inventaire général du patrimoine culturel. L'église est dédiée à l'Assomption de Marie.

### Équipements
Enseignement
La commune dispose d'une école maternelle.

### Personnalités liées à la commune
- Jean Jacques Schilt (1761-1842), général de brigade de la Révolution et de l'Empire, mort à Ainhice-Mongelos.
- Jacques Pradet-Balade (1827-1885), homme politique né à Ainhice-Mongelos, député des Basses-Pyrénées de 1881 à 1885.

## Pour approfondir